# Dan-Alexandru Voiculescu
Dan-Alexandru Voiculescu (Saschiz, 20 de julio de 1940 - Bucarest, 29 de agosto de 2009) fue un compositor rumano, doctor en musicología (1983), profesor de contrapunto y composición en la Academia de Música de Cluj-Napoca (desde 1963) y en la Universidad de Música de Bucarest (desde 2000), y miembro de la Unión de Compositores y Musicólogos Rumanos (desde 1965).
Sus estudios musicológicos llenan un nicho en la bibliografía rumana; son contribuciones significativas para comprender la polifonía de la música clásica del siglo XX. Sus composiciones se interpretan con frecuencia, tanto en Rumanía como en el extranjero.

## Trabajos publicados

### Composiciones
- La calva Prima Donna, ópera cómica de cámara, según Eugène Ionesco, 1992–1993.
- Cantata para barítono, coro y orquesta, 1977.
- Sinfonía ostinato, 1963
- Visiones cósmicas, 1968
- Música para cuerdas, 1971.
- Piezas para orquesta, 1975.
- Suite del Codex Caioni para cuerdas, 1996.
- Inflorescencias para cuerdas, 2001
- Obras para piano solo
  - Fábulas
  - Diálogos
  - Sonata
  - Croquis
  - Sonantes
  - Espirales
  - Toccata piano
  - Toccata armónica
  - Toccata robótica
  - Toccata para una mano

- Libro sin fin — 3 volúmenes de piezas para piano para niños
- Sonata brava para clavecín
- 9 Sonatas para flauta solo
- Sonata para clarinete solo
- Sonata para oboe solo
- Ribattuta para viola solo, 1976
- Florituras para violín y piano
- 60 canciones, aprox.
- 5 volúmenes de música  coral para niños
- Poemas corales

### Musicología
- Polifonía barroca en la obra de J. S. Bach, 1975
- Polifonía del siglo XX, 1983. Editorial Muzicala, Bucarest 2005  (ISBN 973-42-0407-6)
- La fuga en la creación de Bach. Editorial Muzicala, Bucarest 2000 (ISBN 973-42-0247-2)
- Muchos otros estudios sobre musicología.

Sus trabajos están publicados por la editorial Muzicala, Bucarest (Rumanía), Editorial Arpeggione, Cluj-Napoca (Rumanía) y Musikverlag Gentner Hartmann, Trossingen (Alemania).

## Trayectoria profesional
- 1958–1964  Estudia en la Academia de música Gheorghe Dima en Cluj-Napoca (Rumanía)
- 1963 Obtiene la licenciatura de Piano (bajo la supervisión de Magda Kardos)
- 1964 Obtiene licenciatura de Composición (bajo la supervisión de Sigismund Todutza)
- 1965 Se convierte en miembro de la Unión de Compositores Rumanos
- 1968 Estudios de composición con V. Mortari in Venecia (Italia)
- 1971–1972 Estudios de composición con  K. Stockhausen in Colonia (Alemania)
- 1972, 1978 Asiste a Cursos  para la Nueva Música, en Darmstadt (Alemania)
- 1979–1991  Editor de Trabajos de Musicología, publicado por la Academia de Música Gheorghe Dima  de Cluj-Napoca.
- 1983 Doctor en  Musicología
- 1984 Galardonado con el Premio  George Enescu  de la Academia Rumana.
- 1989 Galardonado con el Premio Mihai Eminescu.
- 1972–2005,1972-2005, siete veces, Premio de la Unión de Compositores Rumanos.

- Datos: Q5213024